# Weisstannental

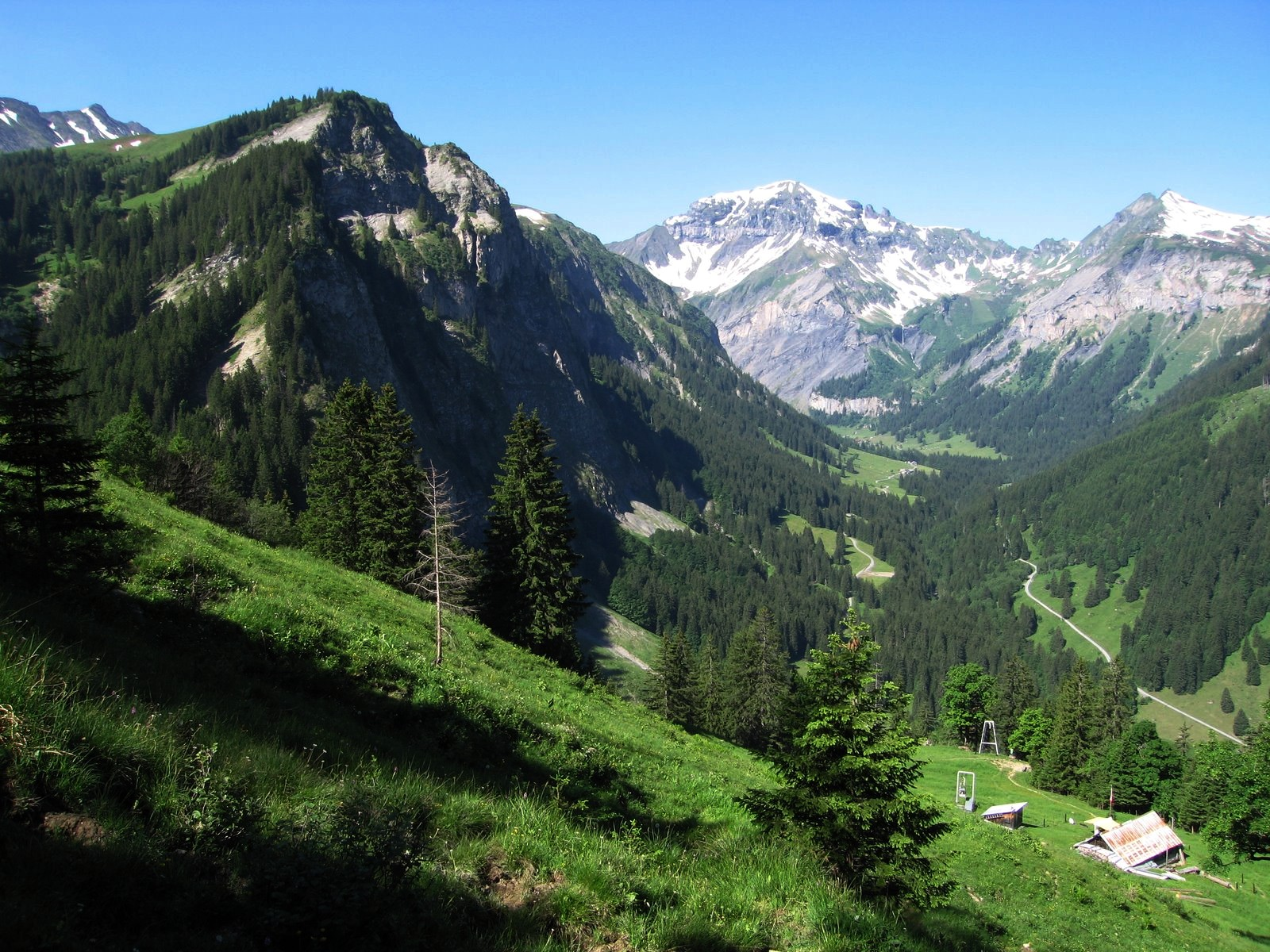
Weisstannental

Das Weisstannental ist ein Tal und eine Talschaft im Sarganserland in der Schweiz.

## Geografie

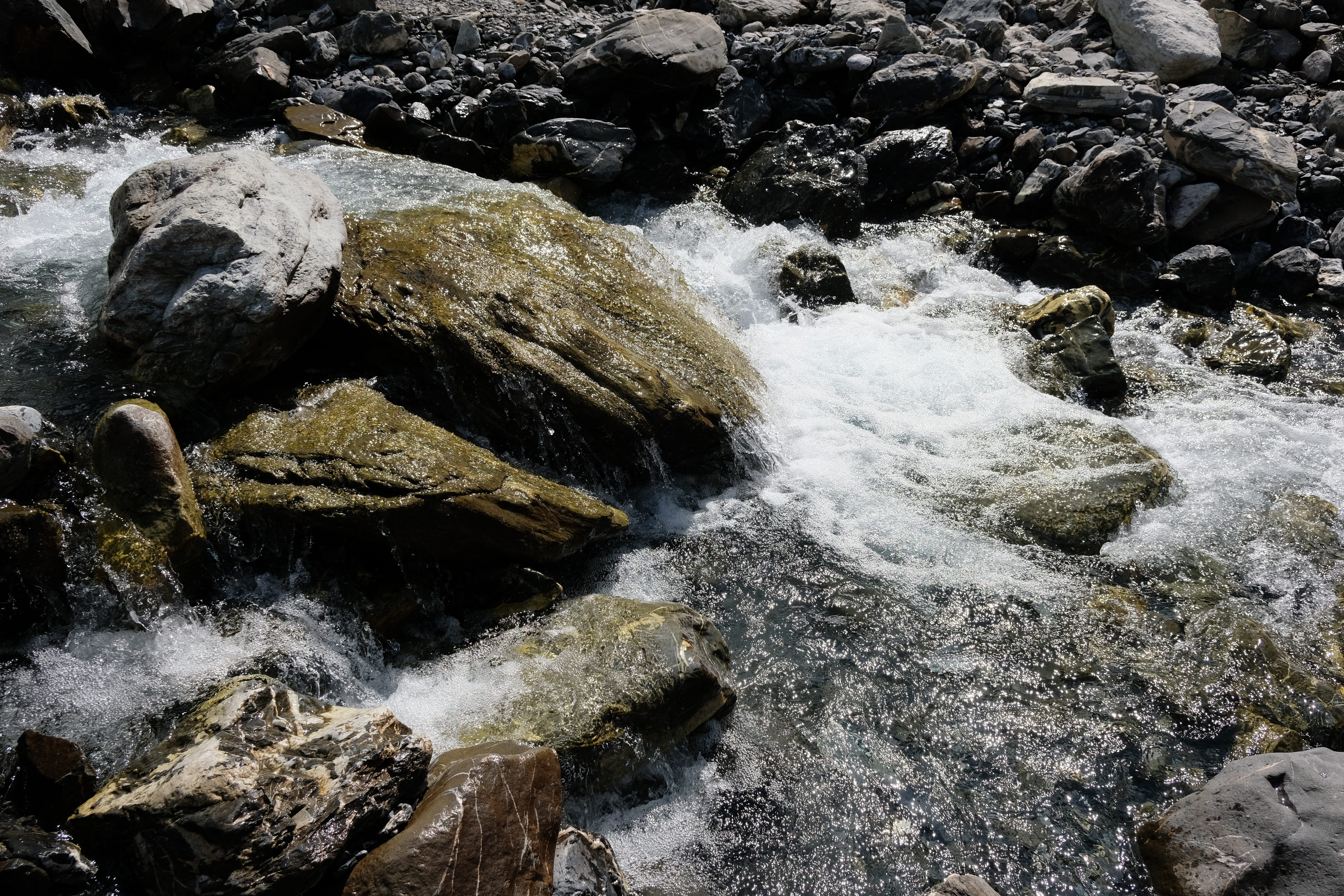
Blick auf die Seez im Weisstannental

Das Weisstannental liegt südwestlich von Sargans und gehört zur, im Kanton St. Gallen flächenmässig grössten, politischen Gemeinde Mels. Zur Talschaft gehören die Dörfer Schwendi im Weisstannental und Weisstannen. 
Das Tal ist das Quellgebiet der Seez, die das Tal in Richtung Nordost durchfliesst und nach Mels in nordwestlicher Richtung zum Walensee hin fliesst. Im oberen Talabschnitt befindet sich der Isengrindfall mit einer Fallhöhe von 230 m. Beim Weisstanner Oberdorf mündet aus südöstlicher Richtung der Gufelbach in die Seez. Im Quellgebiet des Gufelbaches befindet sich die Wasserfallarena von Batöni.

## Geschichte
Die Einwohnerzahl im 16. Jahrhundert wird auf rund 300 Personen geschätzt, die grösstenteils von der Landwirtschaft lebten. Durch die Futterknappheit für das Vieh stritten sich Landwirte um das Weidland. Einheimische waren der Meinung, dass die Gründung einer einheitlichen politischen Gemeinde eine gerechte Ordnung bringen würde. In der Allmendgenossenschaft wurde 1502 eine örtliche Pfarrei gegründet, und seit 1523 hat das Weisstannental eine eigene Gemeinde – die heutige Ortsgemeinde Weisstannen.
Im Jahr 1911 wurden oberhalb der Alp Sässli, südlich von Weisstannen, auf dem Rappenloch die ersten fünf Steinböcke nach ihrer Ausrottung in der Schweiz wieder freigelassen.

## Freileitungskreuzungen
Zwischen der Talschaft und Mels befinden sich zwei markante Freileitungskreuzungen mit der 380-kV-Leitung Bonaduz–Breite der Nordostschweizerischen Kraftwerke AG und der 380-kV-Leitung Sils–Fällanden des EW Zürich. Die letztgenannte Kreuzung wurde als schwieriges Bauwerk Mitte der 1990er Jahre erstellt.